# Jean-Baptiste-Auguste de Villoutreix de Faye
Jean-Baptiste-Auguste de Villoutreix de Faye  (né à Flavignac le 3 novembre 1739 et mort le 12 mars 1792) est un ecclésiastique français. Il est le dernier évêque d'Oloron de 1783 à 1790.

## Biographie
Jean-Baptiste-Auguste de Villoutreix de Faye est issu de la famille Villoutreix de Faye originaire du Limousin et apparentée aux Loménie. Il naît au château de Faye dans la paroisse de Flavignac, dans l'actuel département de la Haute-Vienne.
Chanoine puis vicaire général de l'archidiocèse de Toulouse, du fait de ses relations familiales, il est nommé évêque d'Oloron en 1783 et confirmé le 18 juillet. Il est consacré en août par le cardinal Étienne-Charles de Loménie de Brienne, l'archevêque de Toulouse. Il est élu aux États généraux le 19 mai 1789 député du clergé pour le pays de Soule mais ne se fait pas remarquer pendant son mandat de représentant. La constitution civile du clergé supprime en 1790 son évêché qui est attribué à l'ancien bénédictin Barthélemy-Jean-Baptiste Sanadon, évêque constitutionnel des Basses-Pyrénées. Il signe la protestation solennelle du 15 septembre 1791 et se serait retiré à Paris où il meurt le 12 mars 1792. Toutefois, selon d'autres sources, il serait exilé en Angleterre avant d'y mourir,.